# Códice Borgiano

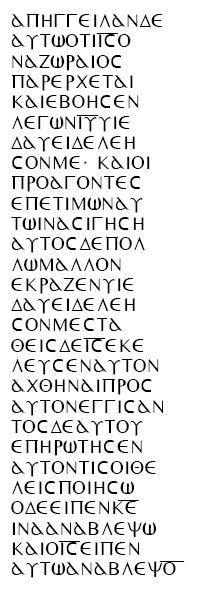
Lucas y Juan

El Codex Borgianus (Códice Borgiano), designado con T o 029 (en la numeración Gregory-Aland), ε 5 (von Soden), es un manuscrito uncial en griego y Sahidic, fechado paleográficamente al siglo V. El nombre del códice viene de sus propietarios anteriores.

## Contenido
El texto griego del códice contiene: 
Lucas 6:18-26; 18:2-9.10-16; 18:32-19:8; 21:33-22:3; 22:20-23:20; 24:25-27; 29-31; Juan 1:24-32; 3:10-17; 4:52-5:7; 6:28-67; 7:6-8:31. 
El texto Sahidic del códice contiene: 
Lucas 6:11-18; 17:29-18:9; 18:?-42; 21:25-32; 22:12-23:11; 24:18-19; 24:21-23; Juan 1:16-23; 3:2-10; 4:45-52; 6:21-58; 6:58-8:23. 

## Descripción
El códice contiene 17 hojas pergamino (26 cm por 21 cm), con fragmentos del Evangelio de Lucas 22-23 y el Evangelio de Juan 6-8. El manuscrito está escrito en dos columnas por página, con el griego y sahdic en páginas enfrentadas. Las líneas son muy cortas, solo 6, 7, 8, y 9 letras en cada línea. Está escrito en letras grandes y comprimidas solo al margen. Las letras son cuadradas y muestran con frecuencia formas coptas. No hay notación de secciones u otras divisiones. Las formas de alfa e iota son especialmente perceptibles. 
No tiene acentos.
El texto de la Lucas 22:43-44 está omitido, al igual que en los códices p75, א*, A, B, 1071.
No contiene el versículo de Juan 5:4 (0125) y la perícopa Juan 7:53-8:11.

## Texto
El texto griego de este códice es una presentación secundaria del tipo textual alejandrino (llamado también texto egipcio) con una mezcla de lecturas bizantinas. Kurt Aland lo ubicó en la Categoría II. El texto alejandrino del Evangelio de Juan mantiene una relación cercana con el Códice Vaticano y el P75.
Se lee βηθαβαρα en Juan 1:28 y βηθσαιδα en Juan 5:2.

## Historia
El manuscrito viene del Monasterio Blanco. Este alguna vez perteneció al Cardenal Stefano Borgia, de ahí el nombre del códice. 
Los fragmentos del códice fueron descubiertos independientemente en diferentes momentos y fueron enumerados como 029, 0113, 0125, y 0139. Juntos tienen 23 hojas. "Parece que el moje ignorante que trajo este manuscrito con el de Egipto a Europa fue muy inconsciente de su valor, porque el perdió la mayor parte de las hojas".
El texto del códice 029 fue editado cuidadosamente en 1789 por  A. A. Giorgi. El manuscrito fue examinado por Birch, quien comparó el texto griego del 029. Birch dio una descripción del códice:

Codex in membranis scriptus est, charactere inciali quadro, graeco textui adjecta est versio coptica. Vehementer sane dolendum, particulam tam exiguam eximini codicis servatam esse, ex quo, si integrum aetas tulisset, plurima ad textus emendationem peti potuissent.

## Ubicación actual
Unas cuantas hojas del Uncial 070, antes designado por Ta, fueron exigidas erróneamente por Tregelles como una parte del mismo códice al que perteneció el Borgiano.
El códice está ubicado en la Biblioteca Vaticana, (Borgia Coptic 109), en Nueva York (Pierpont Morgan M 664A), y en París en la (BnF Copt. 129).

## Lectura adicional
- E. Amélineau, Notice des manuscrits coptes de la Bibliothèque Nationale (Paris: 1985), pp. 372, 406-407. (Uncial 0125)
- P. J. Balestri, Sacrorum bibliorum fragmenta copto-sahidica Musei Borgiana, Novum Testamentum III (Rome, 1904), pp. 202–218, 234–260.
- Paul Canart, Note sur le manuscrit T ou 029 du Nouveau Testament, Biblica, Vol. 84 (2003), pp. 274–275.
- P. Franchi de'Cavalieri, Codices graeci Chisiani et Borgiani (Rome, 1927), pp. 161–162.
- C. R. Gregory, "Textkritik des Neuen Testaments", Leipzig 1900, vol. 1, pp. 69–70 (Uncial 0139), 72-72 (Uncial 029).